# Johann Gottfried Tulla
Pour les articles homonymes, voir Tulla.
Johann Gottfried Tulla, né le 20 mars 1770 à Karlsruhe et mort le 27 mars 1828 à Paris, est un ingénieur et hydrologue badois du XIXe siècle. Officier au service du Grand-duché de Bade, il a notamment travaillé sur les corrections du Rhin Supérieur en Allemagne et Alsace.

## Biographie

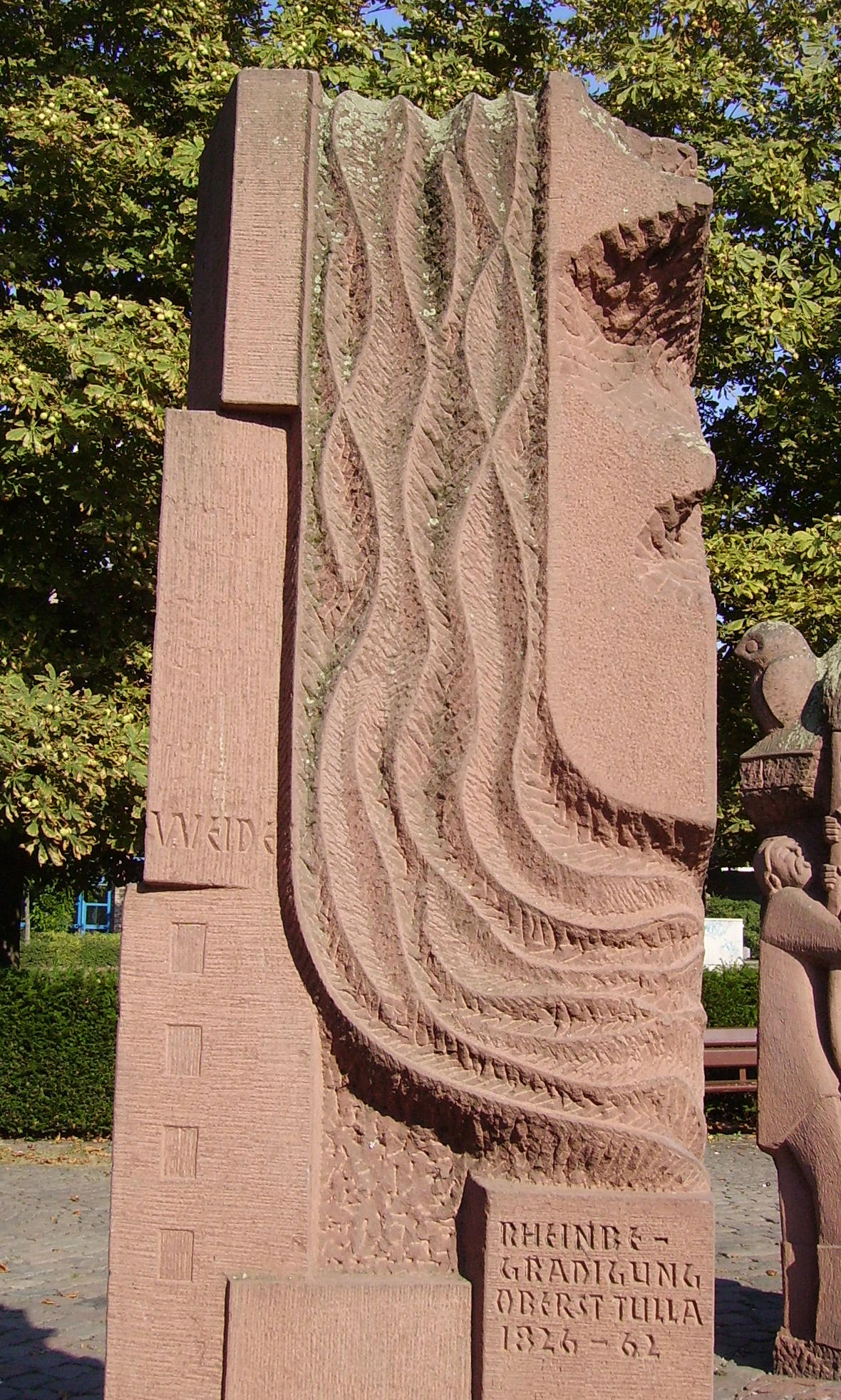
Statue en souvenir de Tulla à Ludwigshafen.

En 1795, il commence à étudier la chimie et la minéralogie à l’École des mines de Freiberg. Il entre ensuite au service de l'État. En 1801, il part à Paris apprendre le français et suivre une formation d'ingénieur à l'École polytechnique. Un an plus tard, il est appelé à Karlsruhe, où il est nommé capitaine en 1803. En 1807, il travaille en Suisse, sur les travaux de correction de la Linth. En 1807, il est l'un des fondateurs de l'École d'ingénieurs et de l'Université de Karlsruhe. Il passe plusieurs années à étudier les caractéristiques du Rhin et invente des techniques pour en maîtriser les crues dévastatrices. En 1817, il est nommé directeur de la Oberdirektion des Wasser- und Straßenbaues (Haute direction des eaux et de la construction des routes). Son projet est de rectifier certaines boucles du Rhin, afin d’éviter ses fréquents débordements et de le rendre ainsi navigable. Le projet fut rentable à long terme, rendant les rives du Rhin très prospères. En 1827, il devient Officier de la Légion d'honneur. Il meurt un an plus tard, après avoir rejoint Paris, des suites apparentes du paludisme ; ce diagnostic tient à la forte fièvre dont il souffrait, mais les conclusions du médecin de l’époque n’ont pas permis de confirmer cette pathologie.
Il est enterré au cimetière de Montmartre (26e division) à Paris. Sa pierre tombale explique qu'une technique utilisée pour la correction du Rhin dans la région d’Altrip, porte aujourd'hui le nom de Altrip Eck.

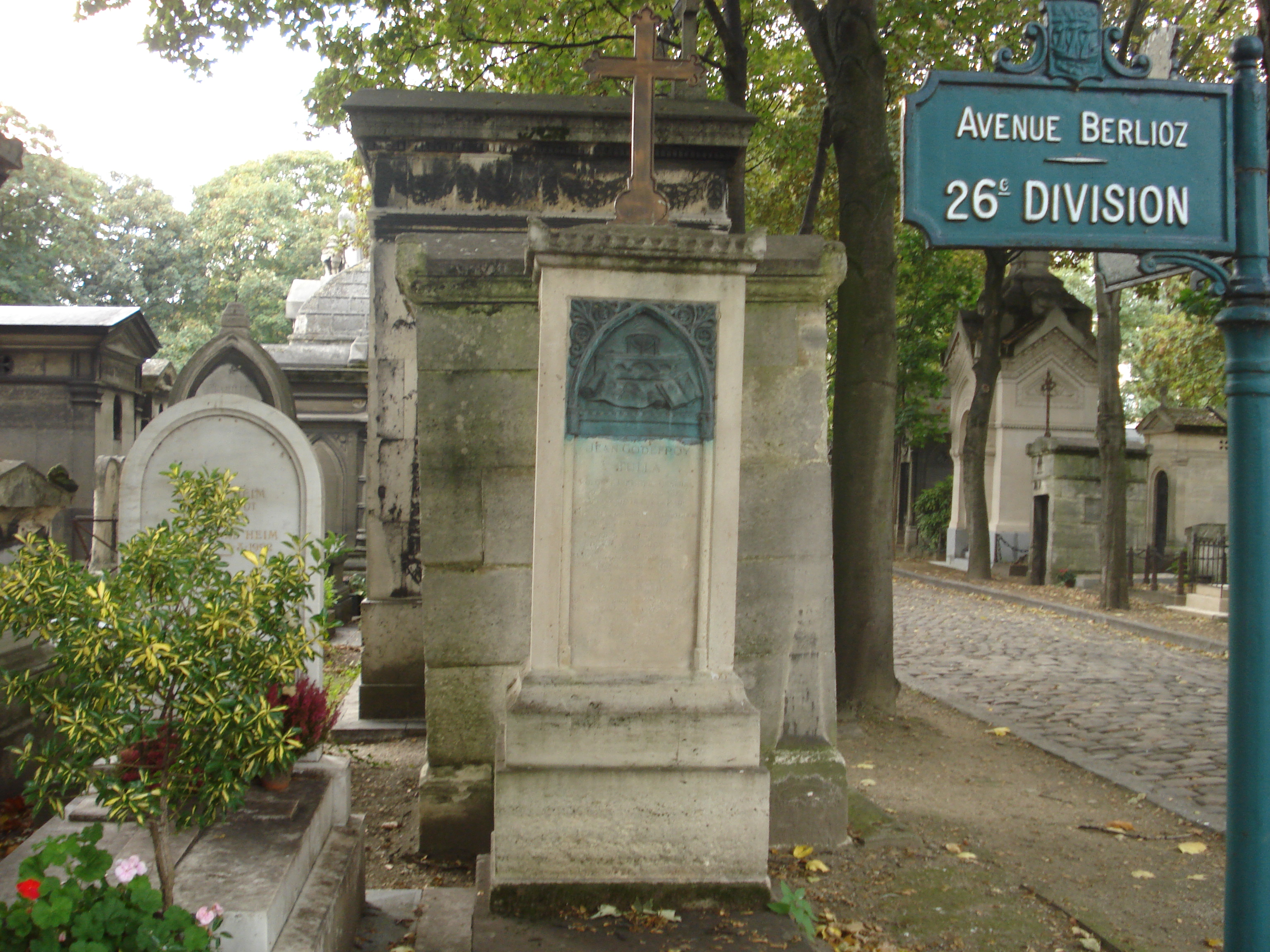
Tombe de Tulla au cimetière de Montmartre.

## Distinctions
- Chevalier de l'ordre grand ducal du Lion de Zahringen
- Officier de la Légion d'honneur, en 1827[2]
- Chevalier de l'ordre impérial de Saint-Vladimir de Russie
- Chevalier de l'ordre royal de la couronne de Bavière.

### Vidéographie
- « Tulla, l'homme qui dompta le Rhin »